# Kernen im Remstal
Kernen im Remstal település Németországban, azon belül Baden-Württembergben. Lakosainak száma 15 429 fő (2023. december 31.). Kernen im Remstal Stuttgart, Fellbach, Waiblingen, Weinstadt, Aichwald és Esslingen am Neckar községekkel határos.

## Népesség
A település népessége az elmúlt években az alábbi módon változott:
| Lakosok száma | 10 416 | 12 585 | 14 009 | 13 944 | 14 013 | 14 358 | 14 974 | 15 314 | 15 307 | 15 429 |
|               | 1961   | 1968   | 1975   | 1982   | 1989   | 1995   | 2002   | 2009   | 2016   | 2023   |